# Mercury Mariner
Mercury Mariner – samochód osobowy typu SUV klasy kompaktowej produkowany pod amerykańską marką Mercury w latach 2004 – 2010.

## Pierwsza generacja

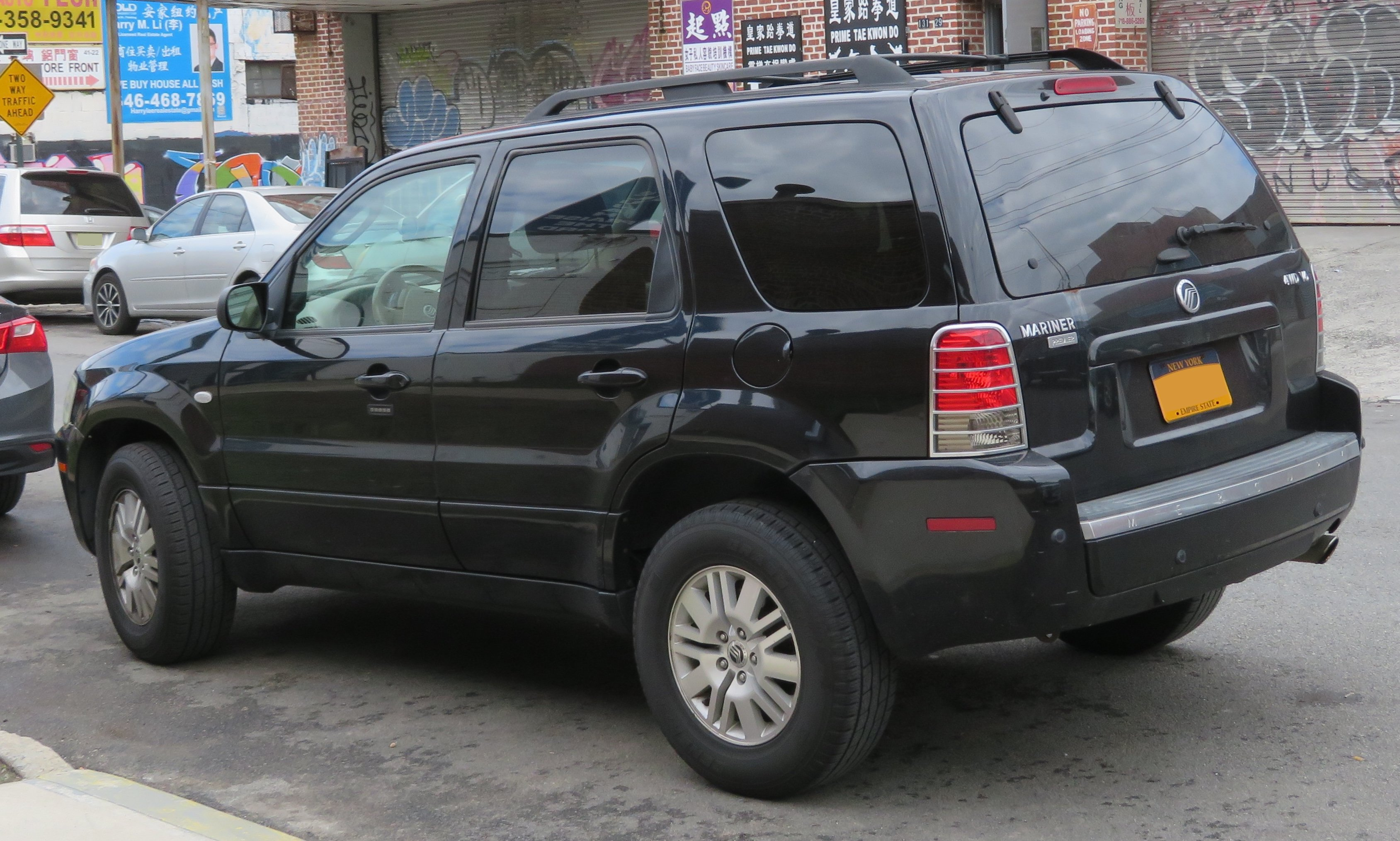
Mercury Mariner I - tył

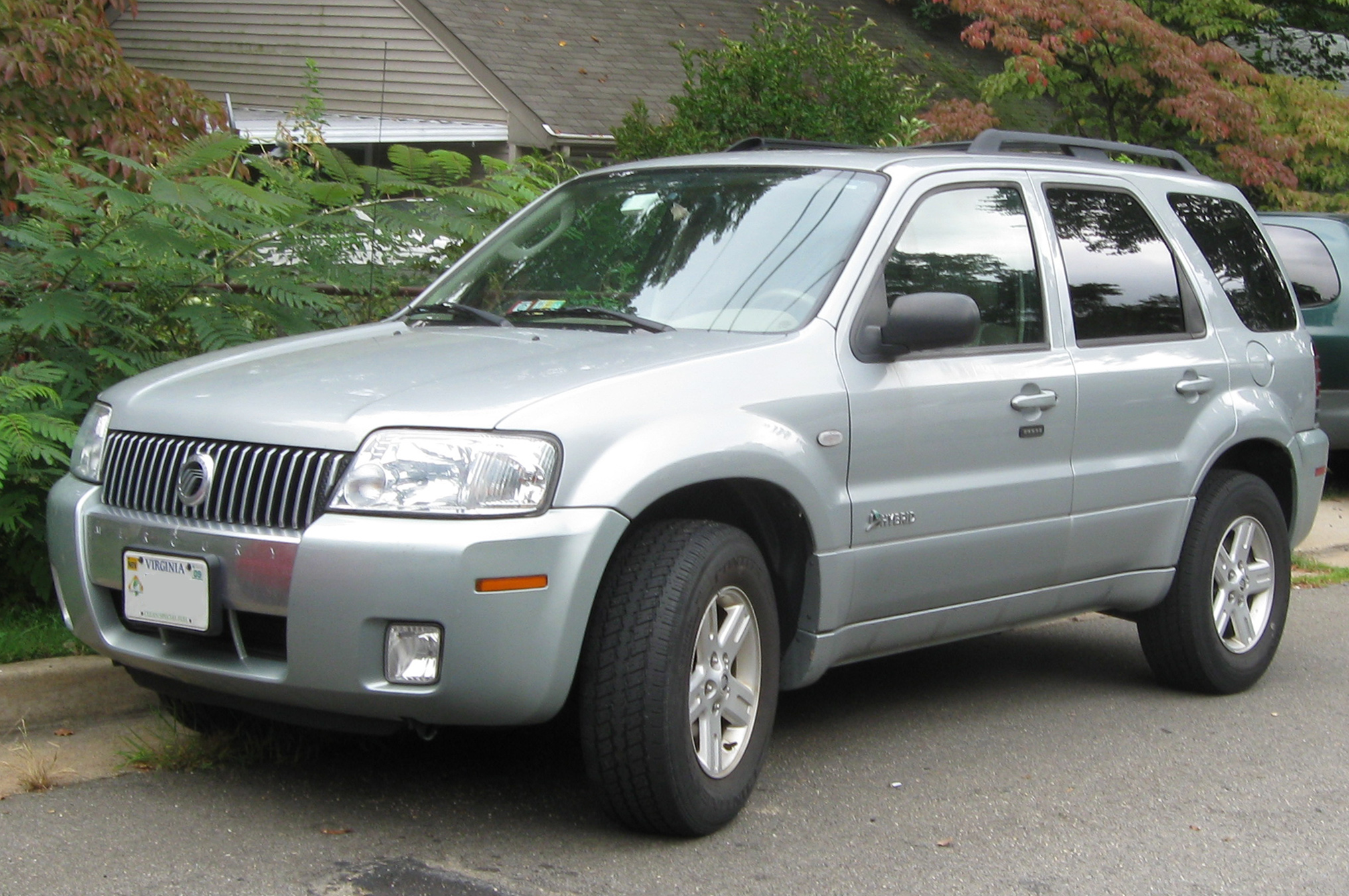
Mercury Mariner I Hybrid

Mercury Mariner I został zaprezentowany po raz pierwszy w 2004 roku.
Późnym latem 2004 roku Mercury przedstawiło swojego pierwszego w historii kompaktowego SUV-a, który uplasował się w ofercie poniżej dużego modelu Mountaineer. Samochód powstał jako bliźniacza konstrukcja względem Forda Escape oraz Mazdy Tribute. Od tych modeli Mariner wyróżniał się większą atrapą chłodnicy, a także charakterystycznymi akcentami z chromu zdobiącymi różne elementy nadwozia.
Dostępne były 3 poziomy wyposażenia. Bazowy Convenience obejmował gadżety typowe dla tej klasy aut, jak klimatyzacja czy elektrycznie sterowane 4 szyby i lusterka. Z Luxury standardowo łączono silnik V6. Premier zawierał elementy Luxury, oraz kilka bardziej luksusowych dodatków - np. kurtyny i boczne poduszki powietrzne w obu rzędach siedzeń. Marinera Hybrid wyposażano podobnie jak Luxury, ale mnogość dodatków umożliwiała doposażenie go nawet na poziom Premiera. Podobnie jak w Escape, można było zamówić napęd przedni (4x2), lub na cztery koła (4x4).
Instalowano trzy silniki: 2,3-litrowego Duratec 23 R4 (155 KM), 3,0-litrowego Duratec 30 V6 (203 KM), oraz połączenie 2,3-litrowego Durateca 23E R4 z silnikiem elektrycznym (maks. moc: 158 KM). Z dwoma pierwszymi łączono 4-biegową automatyczną skrzynię biegów, a z ostatnim - bezstopniową przekładnię CVT.

### Dane techniczne
| Silnik                                   | Układ i liczba cylindrów | Pojemność skokowa [cm³] | Moc maksymalna [KM (kW) przy obr./min] | Maksymalny moment obrotowy [Nm przy obr./min] |
| ---------------------------------------- | ------------------------ | ----------------------- | -------------------------------------- | --------------------------------------------- |
| 2,3 l Duratec 23                         | poprzecznie, R4          | 2261                    | 155 (114) przy 5800                    | 206 przy 4250                                 |
| 2,3 l Duratec 23E + + silnik elektryczny | poprzecznie, R4          | 2261                    | 158 (116) przy 6000                    | 168 przy 4250                                 |
| 3,0 l Duratec 30                         | poprzecznie, V6          | 2954                    | 203 (149) przy 6000                    | 262 przy 4850                                 |

## Druga generacja

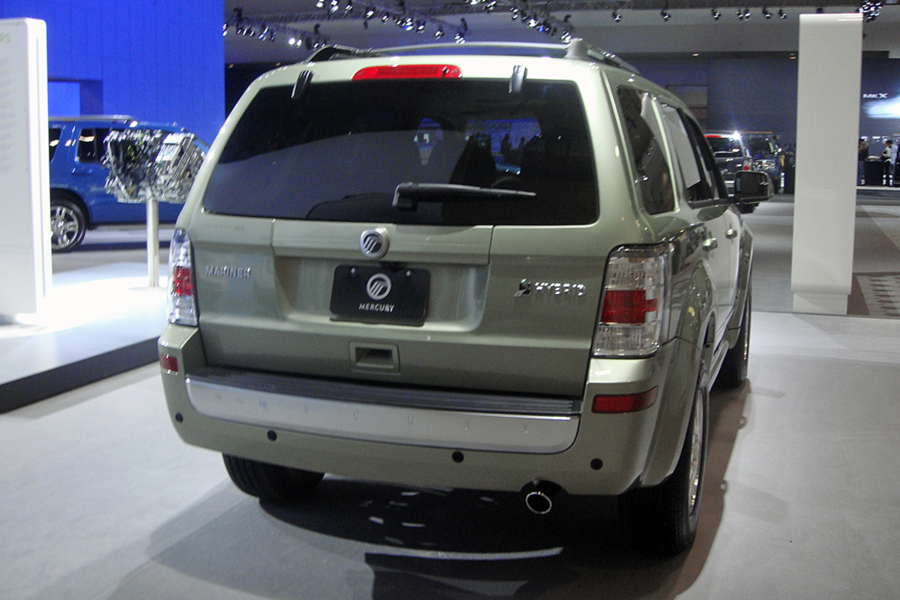
Mercury Mariner II - tył

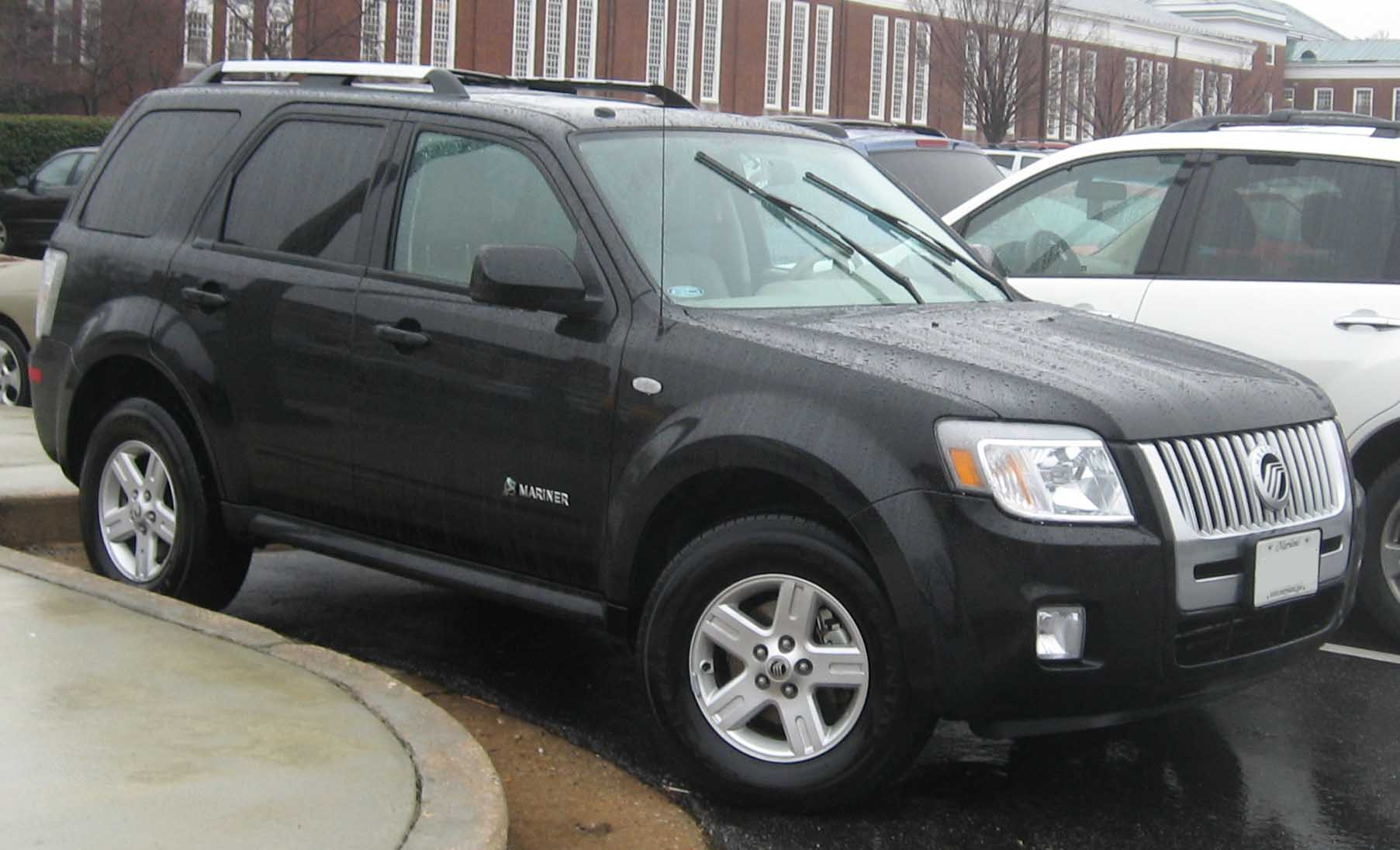
Mercury Mariner II Hybrid

Mercury Mariner II został zaprezentowany po raz pierwszy w 2006 roku.
Zupełnie nowa, druga generacja Marinera powstała na nowej platformie koncernu Ford Motor Company CD2, na której opracowano także nowe wcielenie bliźniaczego Forda Escape oraz Mazdy Tribute. Premiera samochodu odbyła się w październiku 2006 roku na wystawie w Miami Beach. W porównaniu do poprzednika, Mariner II zyskał bardziej kanciasty wygląd nadwozia i przestronniejszą kabinę pasażerską.

### Dane techniczne
| Silnik                                   | Układ i liczba cylindrów | Pojemność skokowa [cm³] | Moc maksymalna [KM (kW) przy obr./min] | Maksymalny moment obrotowy [Nm przy obr./min] |
| ---------------------------------------- | ------------------------ | ----------------------- | -------------------------------------- | --------------------------------------------- |
| 2,3 l Duratec 23                         | poprzecznie, R4          | 2261                    | 155 (114) przy 5800                    | 206 przy 4250                                 |
| 2,3 l Duratec 23E + + silnik elektryczny | poprzecznie, R4          | 2261                    | 158 (116) przy 6000                    | 168 przy 4250                                 |
| 3,0 l Duratec 30                         | poprzecznie, V6          | 2954                    | 203 (149) przy 6000                    | 262 przy 4850                                 |